# Triepeolus cyclurus
Triepeolus cyclurus är en biart som beskrevs av Cockerell 1923. Triepeolus cyclurus ingår i släktet Triepeolus och familjen långtungebin. Inga underarter finns listade i Catalogue of Life.